# Wahlenbergia candollei
Wahlenbergia candollei är en klockväxtart som beskrevs av Tuyn. Wahlenbergia candollei ingår i släktet Wahlenbergia och familjen klockväxter.
Artens utbredningsområde är Burma. Inga underarter finns listade i Catalogue of Life.